# Musakhan
Musakhan (tiếng Ả Rập: مسخّن) là một món ăn 
của người Ả Rập gốc Palestine, được làm từ gà quay nướng với hành tây, cây thù du, hạt mắc ca, nghệ tây và hạt thông chiên được phục vụ trên bánh mì taboon. Món này còn được gọi là muhammar (tiếng Ả Rập: محمر). Nó thường được coi là món ăn quốc gia của Palestine. Ngoài ra, musakhan cũng là một món ăn rất phổ biến trong tam giác Ả Rập, các khu vực gần làng Iksal và Sandala, và người Druze của Israel cùng người Ả Rập Israel ở Bắc Israel. Món ăn có nguồn gốc từ khu vực Tulkarm và Jenin.
Cách làm của món này rất đơn giản và các nguyên liệu có thể dễ dàng kiếm được, điều này có thể lý giải cho sự nổi tiếng của món ăn. Nhiều nguyên liệu được sử dụng — bao gồm dầu ô liu, cây thù du và hạt thông — thường được tìm thấy trong nền ẩm thực Palestine. Món ăn này cũng phổ biến ở Levant (Palestine, Israel, Syria, Lebanon và Jordan), đặc biệt là ở người Palestine, người Ả Rập gốc Israel và người Jordan.
Musakhan là một món ăn mà người ta thường thưởng thức bằng tay. Món ăn hay được trình bày với thịt gà bên trên bánh mì, và có thể dùng chung với súp. Thuật ngữ "musakhan" theo nghĩa đen có nghĩa là "thứ gì đó được làm nóng." 

## Thông tin dinh dưỡng
Một công thức điển hình của musakhan có các thành phần dinh dưỡng sau đây đối với mỗi khẩu phần (khoảng 300 g):
- Lượng calo: 391
- Tổng chất béo (g): 33
- Chất béo bão hòa (g): 7
- Cholesterol (mg): 92
- Carbohydrate (g): 0
- Chất đạm (g): 23

## Kỉ lục thế giới
Vào ngày 20 tháng 4 năm 2010, món musakhan lớn nhất từ trước đến nay đã được chế biến tại Ramallah, Palestine và được ghi vào sách kỷ lục Guinness thế giới.  Thủ tướng Palestine, Salam Fayad, mô tả đây là thành tựu to lớn và vinh dự của người dân Palestine: “Thành tựu to lớn này hoàn toàn phụ thuộc vào các sản phẩm của Palestine, chủ yếu là dầu ô liu. Nó cũng mang một chiều kích văn hóa và là một thông điệp mà người Palestine gửi tới thế giới, rằng họ muốn có các quyền lợi chính đáng của mình." Tổng đường kính của ổ bánh 'Musakhan' là 4 mét, với tổng trọng lượng là 1.350 Kilôgam. Bốn mươi đầu bếp người Palestine đã sử dụng 250   kg bột, 170 kg dầu ô liu, 500 kg hành tây và 70 kg hạnh nhân.